# Kacza paczka
Kacza paczka (ang. Quack Pack, 1996–1997) – amerykański serial animowany wyprodukowany przez wytwórnię Walta Disneya w latach 1996–1997. Serial składa się z 39 odcinków.

## Fabuła
Fabuła serialu koncentruje się na przygodach Kaczora Donalda, jego siostrzeńców – Hyzia, Dyzia i Zyzia – oraz Kaczki Daisy. Donald pracuje jako kamerzysta, a Daisy jako reporterka, tworząc razem zespół poszukujący interesujących tematów do swoich reportaży. Hyzio, Dyzio i Zyzio, będący nastolatkami, często towarzyszą im w tych wyprawach, co prowadzi do wielu nieoczekiwanych sytuacji. 
Serial ukazuje codzienne życie i relacje między bohaterami, podkreślając wartość rodziny, przyjaźni i współpracy. Każdy odcinek przedstawia nową historię, w której postacie mierzą się z różnorodnymi wyzwaniami, ucząc się przy tym ważnych lekcji.

## Obsada głosowa
- Elizabeth Daily – Zyzio
- Jeannie Elias – Hyzio
- Pamela Adlon – Dyzio
- Tony Anselmo – Donald
- Kath Soucie – Daisy
- Roger Rose – Kent Pałąg
- Frank Welker –
  - Kostek,
  - Rąsia,
  - różne role
- Corey Burton –
  - profesor Ludwig von Drake,
  - różne role
- Pat Fraley – Gwampek
- Tim Curry – Moltoc
- Jeff Bennett –
  - Horton Lotrek,
  - różne role

## Spis odcinków
| Nr             | Polski tytuł                           | Angielski tytuł                 |
| -------------- | -------------------------------------- | ------------------------------- |
|                |                                        |                                 |
| SERIA PIERWSZA |                                        |                                 |
|                |                                        |                                 |
| 01             | Superkaczory                           | The Really Mighty Ducks         |
|                |                                        |                                 |
| 02             | Niezupełnie bezludna wyspa             | Island of the Not-So-Nice       |
|                |                                        |                                 |
| 03             | Król Donald Pierwszy                   | Leader of the Quack             |
|                |                                        |                                 |
| 04             | Za wolność naszą i kaczą               | All Hands On Duck               |
|                |                                        |                                 |
| 05             | Alfa i omega obiektywu                 | Pride Goeth Before the Fall Guy |
|                |                                        |                                 |
| 06             | Wyścig na cztery fajery                | Need 4 Speed                    |
|                |                                        |                                 |
| 07             | Bakteriator                            | The Germinator                  |
|                |                                        |                                 |
| 08             | Historia jednego spóźnienia            | The Late Donald Duck            |
|                |                                        |                                 |
| 09             | Pycha pasta                            | Tasty Paste                     |
|                |                                        |                                 |
| 10             | Ten się śmieje, kto się śmieje ostatni | Phoniest Home Videos            |
|                |                                        |                                 |
| 11             | Powrót Drużyny B                       | Return of the T-Squad           |
|                |                                        |                                 |
| 12             | Rybka zwana Winston                    | Koi Story                       |
|                |                                        |                                 |
| 13             | Szczery do bólu                        | Ready, Aim… Duck!               |
|                |                                        |                                 |
| 14             | Przepraszam, czy tu dzielą?            | Pardon My Molecules             |
|                |                                        |                                 |
| 15             | Normalni sąsiedzi                      | The Unusual Suspects            |
|                |                                        |                                 |
| 16             | Samotny, niebieski kaczor              | Duckleration Of Independence    |
|                |                                        |                                 |
| 17             | Najmłodszy wujek świata                | Can’t Take a Yolk               |
|                |                                        |                                 |
| 18             | Wpływowa szczęka Hyzia                 | Heavy Dental                    |
|                |                                        |                                 |
| 19             | Wstrząsające przeżycie                 | Duck Quake                      |
|                |                                        |                                 |
| 20             | Moje życie w twojej rąsi               | The Long Arm of the Claw        |
|                |                                        |                                 |
| 21             | Skurczone kaczory                      | Shrunken Heroes                 |
|                |                                        |                                 |
| 22             | Zazdrość nie jedno ma imię             | Snow Place to Hide              |
|                |                                        |                                 |
| 23             | Prywatny detektyw                      | Huey Duck, P.I.                 |
|                |                                        |                                 |
| 24             | Przepis na szczęśliwe dzieciństwo      | Take My Duck, Please!           |
|                |                                        |                                 |
| 25             | Kaczory na szlaku                      | Ducks by Nature                 |
|                |                                        |                                 |
| 26             | Przepis na przygodę                    | Recipe for Adventure            |
|                |                                        |                                 |
| 27             | Jestem duchem z wami                   | The Boy Who Cried Ghost         |
|                |                                        |                                 |
| 28             | Talerze nie z tej ziemi                | I.O.U. a U.F.O.                 |
|                |                                        |                                 |
| 29             | Kaczka dziennikarska                   | Gator Aid                       |
|                |                                        |                                 |
| 30             | Świat się grzeje                       | None Like it Hot                |
|                |                                        |                                 |
| 31             | Idealny rodzic                         | Ducky Dearest                   |
|                |                                        |                                 |
| 32             | O jeden kanał za daleko                | Transmission: Impossible        |
|                |                                        |                                 |
| 33             | Oko na sąsiada                         | Nosy Neighbors                  |
|                |                                        |                                 |
| 34             | Jack Sadzawka i wielka przygoda        | Hit the Road, Backwater Jack!   |
|                |                                        |                                 |
| 35             | Koty i kaczory                         | Cat and Louse                   |
|                |                                        |                                 |
| 36             | Jak hartował się Stal                  | Hero Today, Don Tomorrow        |
|                |                                        |                                 |
| 37             | Kapitan Donald                         | Captain Donald                  |
|                |                                        |                                 |
| 38             | Pałąk z afrykańskiego buszu            | Stunt Double or Nothing         |
|                |                                        |                                 |
| 39             | Kolosy na glinianych nogach            | Feats of Clay                   |
|                |                                        |                                 |